# Neoplasia benigna
Una neoplasia benigna è un tumore, cioè un insieme di cellule che si moltiplicano più del dovuto e, contrariamente a quelle delle neoplasie maligne, non invadono altri tessuti e quindi non danno origine a metastasi, restano ben delimitate (solitamente sono racchiuse in capsula) e mantengono nel tempo le caratteristiche e le funzioni del tessuto da cui si sono originate.
Normalmente, i tumori benigni non richiedono un trattamento a meno che causino compressione di altri organi, o siano antiestetici, o comportino una produzione eccessiva di determinati ormoni (nel caso di quelli ghiandolari).  L'asportazione chirurgica è sufficiente per guarire definitivamente.